# Joaquín I de Anhalt-Dessau
El Príncipe Joaquín I de Anhalt-Dessau (Dessau, 7 de agosto de 1509-Dessau, 6 de diciembre de 1561) fue un príncipe alemán de la Casa de Ascania y gobernante del principado de Anhalt-Dessau. A partir de 1544 sirvió como primer gobernante del recreado Anhalt-Dessau.
Era el cuarto hijo varón (tercero superviviente) del Príncipe Ernesto I de Anhalt-Dessau, con su esposa Margarita, hija del Duque Enrique I de Münsterberg-Oels y nieta de Jorge de Poděbrady, Rey de Bohemia.

## Biografía
Después de la muerte de su padre en 1516, Joaquín y sus hermanos mayores Juan V y Jorge III se convirtieron en los nuevos gobernantes de Anhalt-Dessau. Durante los primeros años de su reinado, su madre actuó como regente.
En 1544 los hermanos acordaron una división formal del principado. Joaquín retuvo Dessau, esta vez como único gobernante. No obstante, el recreado Anhalt-Dessau era mucho más pequeño que el principado predecesor, debido a la asignación de muchos territorios a Juan V y Jorge III.
Después de su muerte, soltero y sin hijos, Joaquín fue sucedido por sus sobrinos, los gobernantes de Anhalt-Zerbst.
| Predecesor: Ernesto I      | Príncipe de Anhalt-Dessau 1516-1544 | Sucesor: Principado dividido          |
| Predecesor: Nueva creación | Príncipe de Anhalt-Dessau 1544-1561 | Sucesor: Joaquín Ernesto Bernardo VII |

- Datos: Q96375
- Multimedia: Joachim I, Prince of Anhalt-Dessau / Q96375